# Chicken Inn FC
El Chicken Inn FC es un equipo de fútbol de Zimbabue que juega en la Liga Premier de Zimbabue, la liga de fútbol más importante del país.

## Historia
Fue fundado en el año 1997 en la ciudad de Bulawayo, aunque fue hasta la temporada 2011 que consiguieron el ascenso por primera ocasión a la máxima categoría. Su nombre se debe a su principal patrocinador, el cual es una cadena de comida rápida de Zimbabue
En la temporada 2015 consiguieron su principal logro al adjudicarse el título de liga por primera ocasión.
A nivel internacional participaron por primera ocasión en la Liga de Campeones de la CAF 2016, en la cual fueron eliminados en la ronda preliminar por el Mamelodi Sundowns FC de Sudáfrica.

## Palmarés
- Liga Premier de Zimbabue: 1

2015
- NetOne Charity Shield: 1

2013

## Participación en competiciones de la CAF
| Temporada | Torneo                      | Ronda      | Club                 | Casa | Visita | Global |
| --------- | --------------------------- | ---------- | -------------------- | ---- | ------ | ------ |
| 2016      | Liga de Campeones de la CAF | Preliminar | Mamelodi Sundowns FC | 1-0  | 0-2    | 1-2    |